# Páez (Cauca)
Páez ist eine Gemeinde (municipio) im Departamento Cauca in Kolumbien. Der Hauptort (cabecera municipal) von Páez ist Belalcázar. In Belalcázar befindet sich der Sitz des Apostolischen Vikariats Tierradentro.

## Geographie
Páez liegt in der Provincia de Oriente in Cauca in der Region Tierradentro auf einer Höhe von 1380 m ü. NN, 130 km von Popayán entfernt in Ausläufern der Zentralkordillere der kolumbianischen Anden. Ein Teil des Vulkans Nevado del Huila befindet sich auf dem Gebiet der Gemeinde. Das Gebiet der Gemeinde ist gebirgig und wird von den Flüssen Páez und Símbola durchzogen. Die Gemeinde grenzt im Norden an Planadas im Departamento del Tolima, im Nordosten an Teruel im Departamento del Huila, im Osten an La Plata, Íquira und Nátaga in Huila, im Südwesten an Inzá im Departamento del Cauca und im Westen an Silvia, Jambaló und Toribío in Cauca.

## Bevölkerung
Die Gemeinde Páez hat 36.628 Einwohner, von denen 2718 im Hauptort Belalcázar leben (Stand: 2019).

## Geschichte
Auf dem Gebiet des heutigen Paéz lebte bereits vor der Ankunft der Spanier das indigene Volk der Paez. Seit 1908 ist Páez eine Gemeinde. Die Bevölkerung setzt sich zusammen aus Paez-Indigenen, die insbesondere in 15 Reservaten leben, sowie Afrokolumbianern und Mestizen. Die Gemeinde wurde am 6. Juni 1994 von einem schweren Erdbeben getroffen.

## Wirtschaft
Der wichtigste Wirtschaftszweig von Páez ist die Landwirtschaft. Insbesondere werden Kaffee, Bohnen, Kartoffeln, Mais, Süßgräser und Beerenobst angebaut. Zudem spielt Rinderproduktion eine wichtige Rolle.